# 長野県道197号払沢茅野線
長野県道197号払沢茅野線（ながのけんどう197ごう はらいざわちのせん）は、長野県諏訪郡原村と茅野市を走る一般県道。茅野市の宮川坂室交差点から上原交差点は国道20号（甲州街道）の旧道でもある。

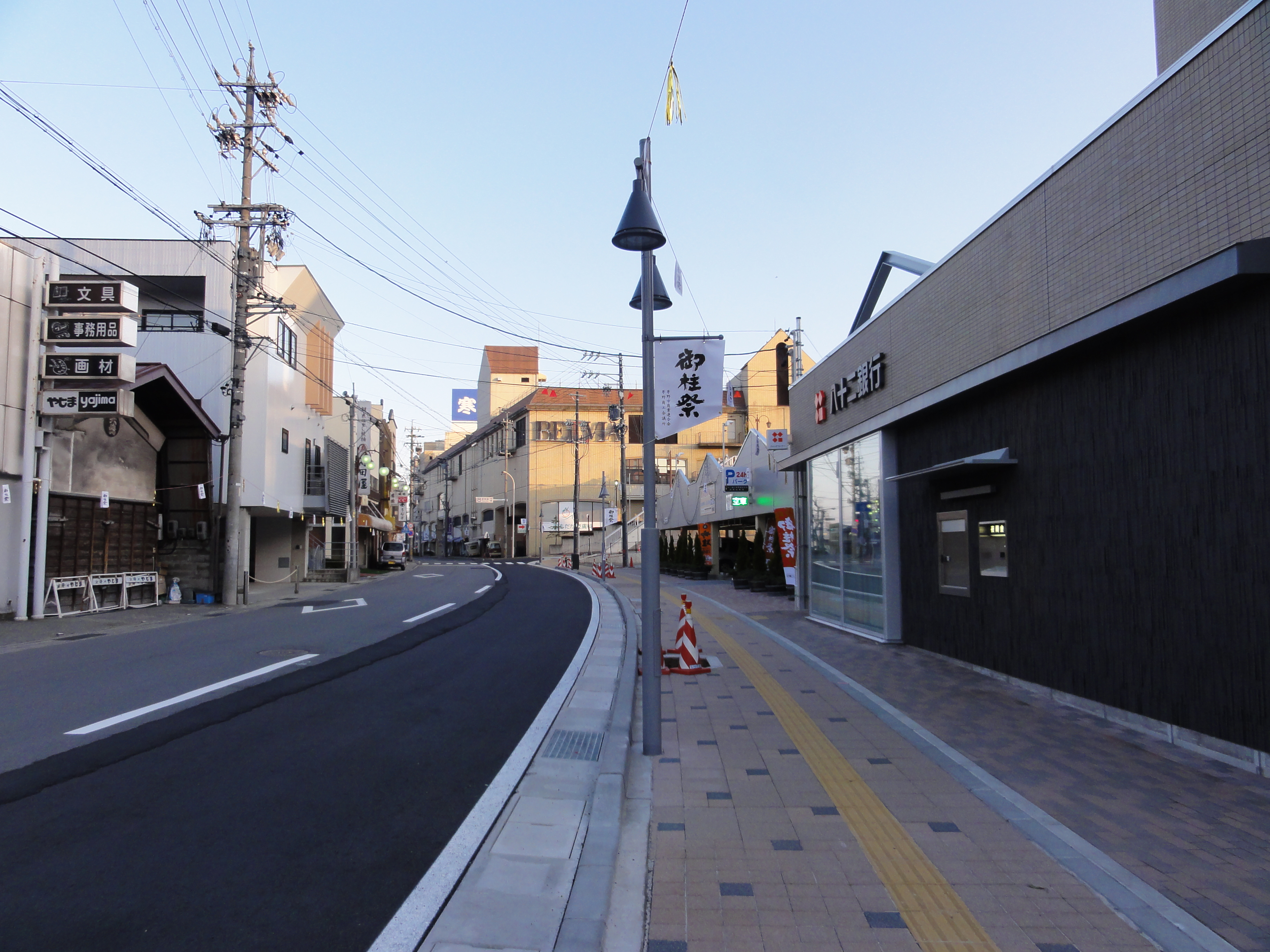
長野県道197号払沢茅野線

## 概要

### 路線データ
- 起点：諏訪郡原村字分杭（分杭交差点、長野県道17号茅野北杜韮崎線交点）
- 終点：茅野市大字ちの字上原（上原交差点、国道20号現道交点）

## 通過する自治体
- 長野県
  - 諏訪郡原村 - 茅野市

## 交差する道路
- 長野県道17号茅野北杜韮崎線
- 長野県道196号神ノ原青柳停車場線
- 国道20号
- 長野県道192号茅野停車場八子ヶ峰公園線